# Группа бордюра

Примеры узоров групп бордюра

Группа бордюра — это математическое понятие, используемое для классификации согласно симметриям узоров на двумерных поверхностях, повторяющихся в одном направлении. Такие узоры встречаются часто в архитектуре и декоративном искусстве. Математическое изучение таких узоров показывает, что существует в точности семь типов симметрии.
Группы бордюра являются двумерными группами линейного сдвига, имеющими повторение лишь в одном направлении. Они связаны с более сложными группами орнамента, которые классифицируют узоры, повторяющиеся в двух направлениях, и кристаллографическими группами, которые классифицируют узоры, повторяющиеся в трёх направлениях.

## Общее описание
| 1. p1: T (только параллельный перенос в горизонтальном направлении) 2. p1m1: TV (параллельный перенос с симметрией относительно вертикальной оси) 3. p11m: THG (параллельный перенос, симметрия относительно горизонтальной оси и скользящая симметрия) 4. p11g: TG (параллельный перенос и скользящая симметрия) 5. p2: TR (параллельный перенос и поворот на {\displaystyle 180^{\circ }}) 6. p2mg: TRVG (параллельный перенос и поворот на {\displaystyle 180^{\circ }}, симметрия относительно вертикальной оси и скользящая симметрия) 7. p2mm: TRHVG (параллельный перенос, поворот на {\displaystyle 180^{\circ }}, симметрия относительно горизонтальной оси, симметрия относительно вертикальной оси и скользящая симметрия) |

Формально, группа бордюра — это класс бесконечных дискретных групп симметрии узоров на ленте (бесконечно широком прямоугольнике), а следовательно, это класс групп движений на плоскости или ленте. Группа симметрии группы бордюра необходимым образом содержит параллельные переносы и могут содержать скользящие симметрии, отражения вдоль оси ленты, отражения поперёк оси ленты и вращения на {\displaystyle 180^{\circ }}. Существует семь групп бордюра, они показаны ниже в таблице. Многие авторы перечисляют группы бордюра в другом порядке.
Фактические группы симметрии внутри группы бордюра характеризуются наименьшим расстоянием параллельного переноса и, для групп бордюра с вертикальной симметрией или поворотом на {\displaystyle 180^{\circ }} (группы 2, 5, 6 и 7), местоположением оси симметрии или центра поворота. В случае групп симметрии на плоскости дополнительными параметрами являются направление вектора переноса и, для групп бордюра с горизонтальной осью симметрии, скользящая симметрия, или поворот на {\displaystyle 180^{\circ }} (группы 3-7), положение оси отражения или центра вращения. Таким образом, имеется две степени свободы для группы 1, три для групп 2, 3, 4 и четыре для групп 5, 6 и 7.
Для двух из семи групп бордюра (группы 1 и 4) группы симметрии порождаются одним элементом, для четырёх групп (группы 2, 3, 5 и 6) они порождаются двумя генераторами, а для группы 7 группы симметрии требуют три генератора. Группа симметрии в группах бордюров 1, 2, 3 или 5 является подгруппой группы симметрии последней группы бордюра с тем же расстоянием параллельного переноса. Группа симметрии в группах бордюра 4 и 6 является подгруппой группы симметрии последней группы бордюра с половинным расстоянием параллельного переноса. Последняя группа обоев содержит группу симметрии простейшего периодического узора на полосе (или плоскости) — последовательности точек. Любое преобразование плоскости, оставляющее нетронутым этот узор, может быть разложено на параллельный перенос (x,y) → (n+x,y) и, возможно, отражение относительно горизонтальной оси (x,y) → (x,−y) или вертикальной оси (x,y) → (−x,y) в предположении, что оси выбраны посередине двух соседних точек, или вращение на угол {\displaystyle 180^{\circ }}, (x,y) → (−x,−y). Таким образом, группа бордюра содержит «наибольшую» группу симметрии, которая состоит из всех этих преобразований.
Требование дискретности вводится для исключения групп, содержащих все преобразования и групп, содержащих произвольно малые параллельные переносы (например, группы горизонтального переноса на любое рациональное расстояние).
Требование бесконечности вводится для исключения групп, не имеющих параллельного переноса:
- группа только с из тождественным движением (изоморфна C1, тривиальная группа порядка 1).
- группа, состоящая из тождественного движения и отражения относительно горизонтальной оси (изоморфна C2, циклическая группа порядка 2).
- группы, состоящие из тождественного движения и отражения относительно вертикальной оси
- группы, состоящие из тождественного движения и поворота на {\displaystyle 180^{\circ }}вокруг точки, находящейся на горизонтальной оси
- группы, состоящие из тождественного движения и отражения относительно вертикальной оси, отражения относительно горизонтальной оси и поворота на {\displaystyle 180^{\circ }} вокруг точки пересечения этих осей (изоморфна четверной группе Клейна)

## Описание семи групп бордюра
Существует семь различных подгрупп (с точностью до масштаба) в группе дискретных бордюров, генерируемых параллельным переносом, отражением (вдоль оси бордюра) и поворотом на {\displaystyle 180^{\circ }}. Каждая из этих подгрупп является группой симметрии бордюра и простые бордюры показаны на рис. 1. Семь различных групп соответствуют семи бесконечным сериям групп осевой симметрии трёхмерного пространства, с {\displaystyle n=\infty }.
Группы бордюра обозначаются с использованием нотации Германа — Могена, международной кристаллографической нотации, орбифолдной нотаци, нотации Коксетера и с помощью символов Шёнфлиса:
| IUC  | Кок- сетер | Шён- флис* Группа | Диаграмма§ Орбифолд | Примеры обозначение Конвея                                  | Описание |
| ---- | ---------- | ----------------- | ------------------- | ----------------------------------------------------------- | --- |
| p1   | [∞]+ ·     | C∞ Z∞             | ∞∞                  | F F F F F F F F hop (скакать на одной ноге)                 | (T) Только параллельный перенос: Эту группу создаёт один генератор, перенося на наименьшее расстояние для данного периодического узора. |
| p11g | [∞+,2+] ·  | S∞ Z∞             | ∞×                  | FℲ FℲ FℲ FℲ FℲ step (шаг)                                   | (TG) Скользящая симметрия и перенос: Эта группа создаётся одним генератором (скользящей симметрией), параллельный перенос получается как результат двух скользящих симметрий. |
| p1m1 | [∞] ·      | C∞v Dih∞          | *∞∞                 | Λ Λ Λ Λ Λ Λ Λ Λ sidle (идти боком)                          | (TV) Отражение относительно вертикальной оси и перенос: Группа та же самая, что и нетривиальная группа одномерного случая. Группа строится с помощью параллельного переноса и отражения относительно вертикальной оси.                                                                                    |
| p2   | [∞,2]+ ·   | D∞ Dih∞           | 22∞                 | S S S S S S S S spinning hop (скачки с поворотом)           | (TR) Перенос и поворот на {\displaystyle 180^{\circ }}: Группа создаётся двумя генераторами — переносом и вращением на {\displaystyle 180^{\circ }}. |
| p2mg | [∞,2+] ·   | D∞d Dih∞          | 2*∞                 | V Λ V Λ V Λ V Λ spinning sidle (боковые скачки с поворотом) | (TRVG) Отражение относительно вертикальной оси, скользящая симметрия, перенос и поворот на {\displaystyle 180^{\circ }}: Параллельный перенос здесь получается как результат двух скользящих симметрий, так что группа генерируется скользящей симметрией и либо вращением, либо вертикальной симметрией. |
| p11m | [∞+,2] ·   | C∞h Z∞×Dih1       | ∞*                  | B B B B B B B B jump (прыжок)                               | (THG) Перенос, отражение относительно горизонтальной оси, скользящая симметрия: Эта группа генерируется переносом и отражением относительно горизонтальной оси. Скользящая симметрия получается как перенос + отражение.                                                                                  |
| p2mm | [∞,2] ·    | D∞h Dih∞×Dih1     | *22∞                | H H H H H H H H spinning jump (прыжок с поворотом)          | (TRHVG) Отражения относительно вертикальной и горизонтальной осей, параллельный перенос и вращение на {\displaystyle 180^{\circ }}: Для этой группы нужны три генератора. Один из генерирующих наборов состоит из переноса и отражений относительно обоих осей.                                           |

*Нотация Шёнфлиса для точечной группы здесь расширена для случая бесконечного набора эквивалентных диэдральных точечных симметрий
§Диаграмма показывает одну фундаментальную область, выделенную  жёлтым цветом. Оси отражения показаны синим цветом, оси скользящей симметрии показаны зелёным пунктиром,  а точки вращения  показаны зелёными квадратиками.
Как мы видим, с точностью до изоморфизма, существует четыре группы, две абелевы, и две неабелевы.

### Типы решёток: наклонная и прямоугольная
Группы можно классифицировать по типу их двумерной решётки. Наклонная решётка означает, что второе направление не обязательно ортогонально направлению повторения.
| Тип решётки   | Группы                       |
| ------------- | ---------------------------- |
| Наклонные     | p1, p2                       |
| Прямоугольные | p1m1, p11m, p11g, p2mm, p2mg |

## Веб-демонстрации и программное обеспечение
Существуют программные графические инструменты, создающие двумерные узоры с помощью групп бордюра. Обычно весь узор обновляется автоматически при редактировании фрагмента.
- Kali Архивная копия от 29 ноября 2017 на Wayback Machine, Свободное приложение для обоев, бордюров и других узоров.
- Kali Архивная копия от 21 ноября 2020 на Wayback Machine, свободно загружаемая программа Kali для Windows и Mac Classic.
- Tess Архивная копия от 28 декабря 2017 на Wayback Machine, Программа (nagware) замощения для различных платформ, поддерживающая обои, бордюры, а также мозаик Хееша.
- FriezingWorkz Архивная копия от 22 января 2007 на Wayback Machine, свободно распространяемый стек (приложение для Hypercard) для HyperCard для платформы Classic Mac, поддерживающий группы бордюра.